# جوردان سبينس
جوردان سبينس (بالإنجليزية: Jordan Spence)‏ (مواليد 24 مايو 1990 في وودفورد - إنجلترا) لاعب كرة قدم إنجليزي يلعب حاليا لصالح نادي الدرجة الممتازة وست هام يونايتد الإنجليزي منذ 2004 في مركز قلب الدفاع .

## روابط خارجية
- جوردان سبينس على موقع إي إس بي إن إف سي (الإنجليزية)
- جوردان سبينس على موقع قاعدة بيانات كرة القدم.إي يو (الإنجليزية)
- جوردان سبينس على موقع ليكيب (الفرنسية)
- جوردان سبينس على موقع Soccerbase.com (لاعب) (الإنجليزية)
- جوردان سبينس على موقع Soccerway.com (الإنجليزية)
- جوردان سبينس على موقع عالم كرة القدم.نت (الإنجليزية)
- جوردان سبينس على موقع AS.com (الإسبانية)